# Don't Go Yet
"Don't Go Yet" is een nummer van de Cubaans-Amerikaanse zangeres Camila Cabello. Het nummer is geschreven door Cabello, Scott Harris, Eric Frederic en Mike Sabath. Het nummer werd uitgebracht op 23 juli 2021, via Epic Records, als de eerste single van haar derde aankomende album. 
"Don't Go Yet" is een door latin beïnvloed, pop, latin pop en tropisch liefdeslied, met een krassende flamencogitaar en weelderige ad-libs. Tekstueel vertelt het nummer een verhaal over samen zijn met iemand en nooit van hen gescheiden willen zijn. De videoclip, geregisseerd door Philippa Price en Pilar Zeta, werd uitgebracht naast de lancering van het nummer. Het nummer werd voor het eerst live gebracht tijdens The Tonight Show Starring Jimmy Fallon. "Don't Go Yet" ontving positieve recensies van critici en bereikte de top 10 in 7 landen, evenals de top 20 in nog eens 7 andere landen.
In België kreeg het nummer de titel van Big-Hit door radiozender MNM waardoor het extra veel airplay kreeg. Het nummer stond twintig weken lang in de Ultratop 50 Vlaanderen. In Nederland stond Cabello 13 weken in de Nederlandse Top 40. Het nummer werd haar vijfde nummer (en derde nummer exclusief samenwerkingen) die in de top 10 eindigde.